# William Smith (Schwimmer)

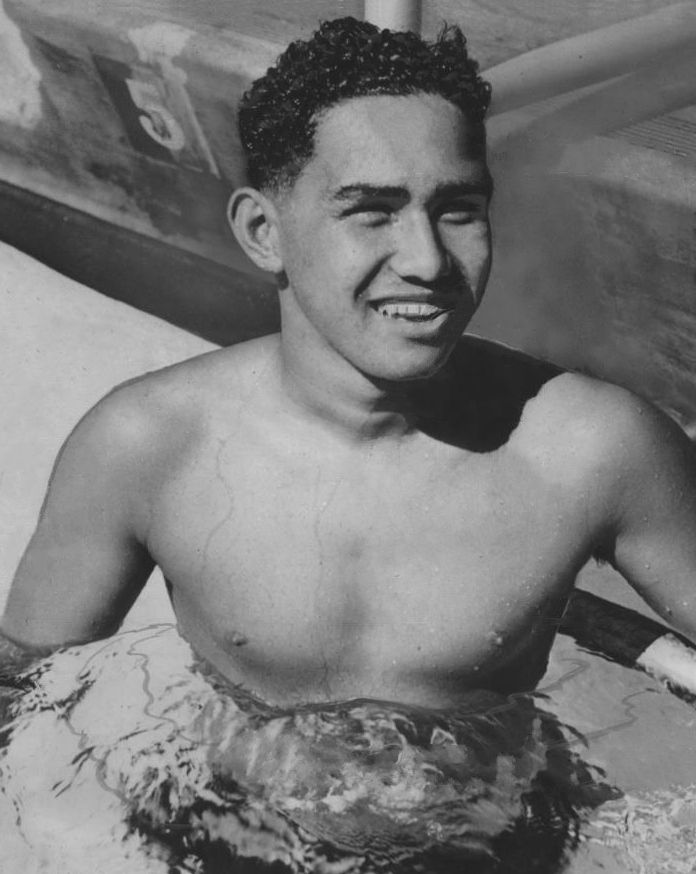
William Smith (1941)

William Smith (* 16. Mai 1924 in Pu'unene, Hawaii; † 8. Februar 2013) war ein US-amerikanischer Schwimmer.
Er wurde bei den Olympischen Spielen 1948 in London sowohl über 400 m Freistil als auch mit der 4 × 200-m-Freistilstaffel Olympiasieger. Im Jahr 1966 wurde er in die Ruhmeshalle des internationalen Schwimmsports aufgenommen.